# Río Urueña
El río Urueña es un curso de agua del norte de la Argentina, que nace en la provincia de Salta, forma parte del límite entre esta y la provincia de Tucumán, y termina en la provincia de Santiago del Estero. Durante la mayor parte del tiempo, es un río de régimen endorreico, y termina en una zona llana e inundable; pero en los años de precipitaciones extraordinarias puede aportar su caudal al río Salado.
Nace en las sierras subandinas que bajan de las sierras de Castillejos o Candelaria, con el nombre de río Infiernillo, para recibir más adelante varios afluentes, entre los cuales se cuentan los ríos Aragón, Blanco y Tontón. Corre de oeste a este, y durante un largo trecho constituye el límite entre las provincias de Salta y Tucumán. Cruza la Ruta Nacional 9, dejando a corta distancia al norte las localidades salteñas de El Tala y La Candelaria, y al sur la localidad tucumana de Trancas.
En su primer tramo, de unos 12 km, transcurre como un típico río de montaña, para después abrirse a un amplio valle, en el cual la vegetación selvática del distrito fitogeográfico de la selva montana cerca por completo el cauce. Posteriormente cruza una pequeña serranía —llamada El Remate— al final de la cual ingresa en la provincia de Santiago del Estero; a partir de allí se convierte en un río de llanura, rodeado de un ambiente típico del distrito fitogeográfico chaqueño árido y con un cauce indeterminado entre bañados, hasta perderse en brazos y lagunas al sur de Nueva Esperanza, tras recorrer 80 km por dentro de Santiago del Estero.